# Wybory prezydenckie na Białorusi w 1999 roku
Wybory prezydenckie na Białorusi w 1999 roku – wydarzenie polityczne zorganizowane z inicjatywy deputowanych Rady Najwyższej Republiki Białorusi XIII kadencji, którzy kontynuowali prace tego organu po reformie konstytucyjnej 1996 roku, oraz środowisk opozycyjnych wobec prezydenta Alaksandra Łukaszenki. Jego deklarowanym celem było przeprowadzenie pełnoprawnych wyborów prezydenckich i wyłonienie nowego prezydenta Białorusi po zakończeniu kadencji Łukaszenki, co zgodnie z konstytucją z 1994 roku miało nastąpić 20 lipca 1999 roku. Wybory organizowane były w warunkach dwuwładzy, która nastąpiła wraz z wprowadzeniem przez prezydenta reformy konstytucyjnej w 1996 roku. Łukaszenka ogłosił wówczas rozwiązanie Rady Najwyższej, powołanie nowego parlamentu – Zgromadzenia Narodowego oraz uznał, że w związku z reformą czas trwania jego kadencji należy liczyć od nowa, a wybory prezydenckie powinny się odbyć dopiero w 2001 roku. Część deputowanych Rady Najwyższej, powołując się na decyzję Sądu Konstytucyjnego, uznała te działania za bezprawne, i stosując się do konstytucji Białorusi z 1994 roku podjęła się, wraz z głównymi demokratycznymi partiami i organizacjami Białorusi, samodzielnej organizacji wyborów prezydenckich w 1999 roku, 5 lat od poprzednich wyborów. Ze względu na fakt, że Rada Najwyższa Republiki Białorusi nie posiadała realnej władzy nad terytorium kraju, a także ze względu na brak kworum w tej instytucji do podejmowania wiążących decyzji, wybory miały charakter zbliżony do akcji politycznej i nie doprowadziły do wyboru nowego prezydenta. Społeczność międzynarodowa uznała za legalną jedynie kampanię na rzecz przeprowadzenia wyborów.
Kandydatami w wyborach byli: przebywający na emigracji lider opozycyjnego Białoruskiego Frontu Ludowego (BFL) Zianon Pazniak i były premier Białorusi Michaił Czyhir. Przygotowania, kampania wyborcza i głosowanie odbywały się w warunkach represji wobec organizatorów ze strony władz lojalnych wobec prezydenta. Chyhir został aresztowany w dniu rozpoczęcia kampanii wyborczej, szef Centralnej Komisji Wyborczej Wiktar Hanczar był dwukrotnie aresztowany, a kilka miesięcy po wyborach został porwany i nigdy go nie odnaleziono. Ze względu na brak możliwości utworzenia tradycyjnych lokali, głosowanie polegało na wizytach członków komisji wyborczych wraz z urną w mieszkaniach wyborców. Zianon Pazniak wycofał się z kandydowania już po rozpoczęciu głosowania. Według Hanczara frekwencja wyniosła 53%, wybory były zatem ważne. Nie został jednak wskazany zwycięzca. Po wyborach nastąpiło osłabienie sił demokratycznych na Białorusi, zaś różnice zdań w ocenie przeprowadzenia wyborów doprowadziły do rozłamu w BFL. Emigracja przewodniczącego Rady Najwyższej Siamiona Szareckiego i zaginięcie zastępującego go Hanczara oznaczały faktyczny kres działalności Rady.

## Przygotowanie

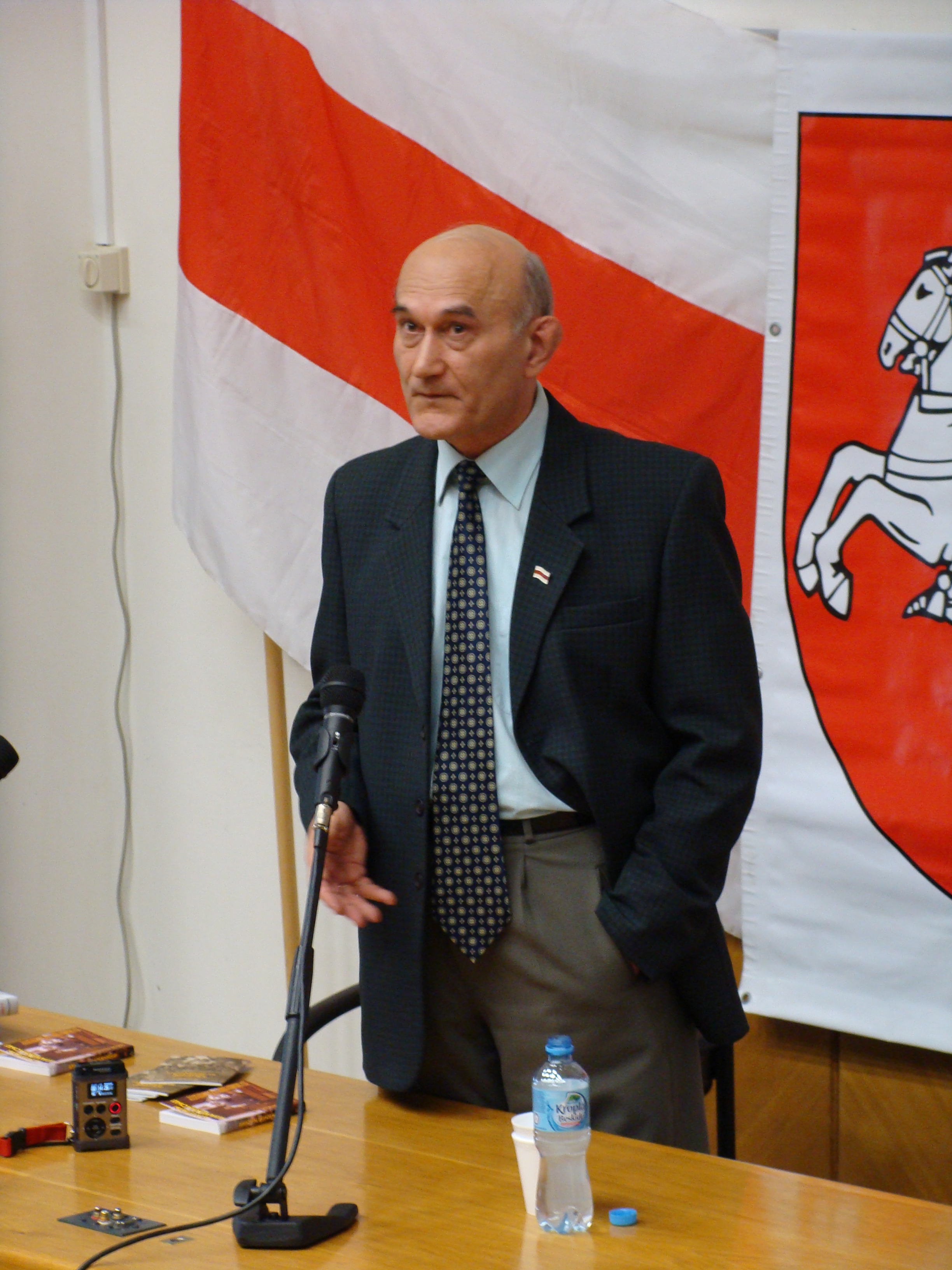
Zianon Pazniak – jeden z kandydatów w wyborach

W sierpniu 1998 roku stało się wiadome, że organy państwowe lojalne wobec prezydenta Alaksandra Łukaszenki nie przewidziały w projekcie budżetu na rok następny środków na organizację wyborów prezydenckich. W związku z tym pod koniec 1998 roku deputowani kontynuujący pracę Rady Najwyższej Republiki Białorusi XIII kadencji utworzyli grupę roboczą ds. przygotowania postanowienia o organizacji w 1999 roku wyborów na stanowisko prezydenta Białorusi. W skład grupy weszli: przewodniczący Rady Najwyższej Siamion Szarecki, przewodniczący Centralnej Komisji Wyborczej Wiktar Hanczar, a także przywódcy opozycyjnych partii politycznych, które miały swoich przedstawicieli w Radzie. 10 stycznia 1999 roku odbyło się posiedzenie Rady, w którym uczestniczyło 44 deputowanych. Głosami 42 z nich zostało uchwalone postanowienie przygotowane przez grupę roboczą. Termin wyborów wyznaczono na 16 maja 1999 roku, a początek rejestracji grup inicjatywnych kandydatów – na 1 marca. Zatwierdzono także skład 19-osobowej Centralnej Komisji Wyborczej ds. Wyborów Prezydenckich (CKW), której przewodniczącym został mianowany Wiktar Hanczar, a w jej skład weszli przedstawiciele Białoruskiego Frontu Ludowego, Zjednoczonej Partii Obywatelskiej, Białoruskiej Socjaldemokratycznej Hramady, Białoruskiego Zrzeszenia Dziennikarzy oraz związków zawodowych.
16 stycznia miało miejsce pierwsze posiedzenie CKW. Podjęto na nim decyzję, że zbiór podpisów poparcia dla kandydatów na prezydenta rozpocznie się 70 dni przed datą głosowania, będzie trwać jeden miesiąc, a liczbą podpisów konieczną do rejestracji kandydata będzie 100 tysięcy. Po zebraniu podpisów miano przekazać je do CKW, który rozpocznie rejestrację kandydatów. Początek kampanii wyborczej wyznaczono na 6 kwietnia. Podjęto także decyzję o sformowaniu w ciągu miesiąca regionalnych komisji wyborczych i rozpoczęciu formowania lokalnych komisji wyborczych począwszy od 1 kwietnia. Istotnym zagadnieniem poruszonym na posiedzeniu była kwestia finansowania wyborów. Konstytucja Białorusi z 1994 roku, którą uznawała Rada Najwyższa, przewidywała finansowanie wyłącznie ze środków budżetowych. W związku z niemożnością skorzystania z tego źródła podjęto decyzję o sfinansowaniu wyborów z dobrowolnych składek. W tym celu postanowiono utworzyć specjalny fundusz. Centralna Komisja Wyborcza założyła w związku z tym konto w komercyjnym banku Pryjorbank.
30 stycznia zorganizowany w Mińsku Kongres Sił Demokratycznych przyjął rezolucję o pełnym poparciu dla przeprowadzenia wyborów prezydenckich 16 maja 1999 roku. Wydarzenie to doprowadziło do konsolidacji partii politycznych, związków zawodowych i organizacji społecznych obozu demokratycznego w okresie poprzedzającym wybory.
24 lutego przewodniczący CKW Wiktar Hanczar powiadomił o zakończeniu procesu tworzenia terytorialnych komisji wyborczych szczebla obwodowego i rejonowego. Ogłosił, że kolejnym etapem przygotowań będzie utworzenie komisji na poziomie lokali wyborczych. Był to etap najtrudniejszy z dotychczasowych, ponieważ oznaczał organizowanie pracy kilku tysięcy takich komisji i około 10 tysięcy aktywistów w całym kraju w warunkach silnego i narastającego przeciwdziałania ze strony struktur lojalnych wobec prezydenta. Następnego dnia rano wszyscy członkowie CKW zostali aresztowani. Spotkało się to z protestem społeczności międzynarodowej i wieczorem tego samego dnia zostali oni uwolnieni. W związku z coraz silniejszymi represjami CKW podjęła decyzję o przyspieszeniu kampanii wyborczej. 1 marca zarejestrowała dwie grupy inicjatywne kandydatów na urząd prezydenta Białorusi: byłego premiera Michaiła Czyhira i lidera Białoruskiego Frontu Ludowego Zianona Pazniaka. Każda z nich składała się z około 3 tysięcy ludzi. Od momentu rejestracji otrzymały one prawo do zbierania podpisów poparcia dla swoich kandydatów. Od razu po tym wydarzeniu pracownicy milicji zatrzymali i ciężko pobili szefa CKW Wiktara Hanczara. Znajdował się on w areszcie do 10 marca, gdzie prowadził suchą głodówkę. 16 marca milicja i KGB dokonały przeszukania w mieszkaniu Hanczara, rekwirując dokumenty związane z działalnością CKW.

## Kampania wyborcza i głosowanie
W wyznaczonym przez CKW terminie 31 marca 1999 roku grupy inicjatywne kandydatów na prezydenta Michaiła Czyhira i Zianona Pazniaka dostarczyły po około 130 tysięcy podpisów poparcia, co było liczbą wystarczającą do rejestracji. Tego samego dnia CKW podjęła decyzję o zarejestrowaniu obydwu kandydatów i rozpoczęciu od dnia następnego kampanii wyborczej. Zianon Pazniak znajdował się już w tym czasie na emigracji w Polsce, a białoruskie państwowe media wielokrotnie zapowiadały jego aresztowanie, jeśli tylko przekroczy granicę z Białorusią. 1 marca został aresztowany Michaił Czyhir. Tym samym żaden z kandydatów na prezydenta nie był w stanie prowadzić bezpośredniej kampanii wyborczej.
Kandydaturę Michaiła Czyhira popierali głównie politycy związani z Radą Najwyższą. Zianona Pazniaka popierał Białoruski Front Ludowy − partia opozycyjna o charakterze niepodległościowym i antyradzieckim, która nie miała deputowanych w Radzie.
Centralna Komisja Wyborcza zdołała utworzyć sieć komisji, jednak w związku z przeciwdziałaniem władz lojalnych wobec prezydenta nie było możliwe zorganizowanie klasycznych lokali wyborczych. Podjęto zatem decyzję, że głosowanie będzie trwać od 6 do 16 maja (według innego źródła − od 3 do 16 maja) i odbywać się poprzez odwiedzanie wyborców w ich domach przez członków komisji wyposażonych w urnę. Stało się wówczas jasne, że tego rodzaju wybory nie mogą odpowiadać standardom OBWE, nie uda się zaprosić na nie międzynarodowych obserwatorów, a kandydat, który otrzyma tą drogą największą ilość głosów, nie zostanie uznany na arenie międzynarodowej jako nowy prezydent Republiki Białorusi. Ostatecznie wspólnota międzynarodowa uznała za zgodną z prawem jedynie kampanię sił demokratycznych na rzecz przeprowadzenia wyborów prezydenckich. Według Lachowicza głosowanie przebiegało w najbardziej ekstremalnych warunkach. Już po jego rozpoczęciu z udziału w wyborach wycofał się Zianon Pazniak. 7 maja 1999 roku zaginął jeden z liderów opozycji − były minister spraw wewnętrznych Juryj Zacharanka.
19 kwietnia przewodniczący CKW Wiktar Hanczar ogłosił wyniki wyborów. Według jego informacji wzięło w nich udział 53% uprawnionych obywateli, zatem były ważne. Nie był jednak w stanie wskazać zwycięzcy.

## Reakcje społeczeństwa
Na początku 1999 roku, po tym, jak ogłoszono organizację wyborów prezydenckich, w Mińsku miała miejsce manifestacja poparcia dla tej decyzji. Pomimo dwudziestostopniowego mrozu uczestniczyło w niej około 7 tysięcy ludzi. Zdaniem Andreja Lachowicza, kampania na rzecz organizacji wyborów doprowadziła do znacznej aktywizacji białoruskiego społeczeństwa. Innego zdania jest Eugeniusz Mironowicz, który uważa, że akcja nie wywołała większego zainteresowania.

## Reakcje instytucji lojalnych wobec prezydenta

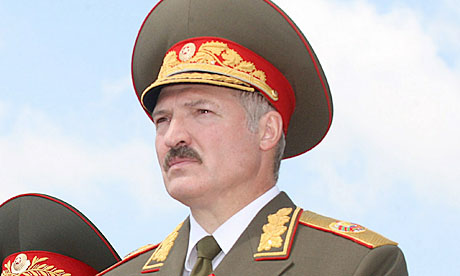
Prezydent Alaksandr Łukaszenka

Prezydent Alaksandr Łukaszenka i lojalne wobec niego instytucje państwowe od 1996 roku nie uznawały dalszego istnienia Rady Najwyższej Republiki Białorusi. W związku z tym nie uczestniczyły w wyborach organizowanych przez Radę ani nie uznawały ich za legalne. Mimo tego przedstawiciele Rady Najwyższej i powołanych przez nią organów, zgodnie z wcześniej wyznaczoną linią, nadal zwracali się do administracji Łukaszenki, jak gdyby uznawali ją za legalną władzę.
7 stycznia 1999 roku, wkrótce po utworzeniu przez deputowanych Rady Najwyższej grupy roboczej ds. wyborów, prokurator generalny Białorusi Aleh Bażełka poinformował o możliwości wszczęcia sprawy kryminalnej przeciwko członkom tej grupy. 15 stycznia powołana przez Radę Centralna Komisja Wyborcza poinformowała media, ministerstwa i organy miejscowej władzy o miejscu i czasie swojego pierwszego posiedzenia. Powiadomienie zostało zignorowane przez oficjalne struktury państwowe. Zdaniem Andreja Lachowicza, wielu z jej przedstawicieli obawiało się kontaktów z organami Rady Najwyższej z obawy przed represjami, np. zwolnieniem z pracy czy wszczęciem sprawy kryminalnej. Centralna Komisja Wyborcza pod kierownictwem Hanczara przez cały czas swego funkcjonowania nie była w stanie znaleźć stałej siedziby. Pierwsze jej posiedzenie planowano zorganizować w biurze Międzynarodowego Centrum Edukacyjnego, jednak to zerwało umowę w tej sprawie dzień po jej zawarciu.
1 lutego władze lojalne wobec prezydenta ogłosiły obowiązek ponownej rejestracji partii politycznych i organizacji społecznych. Na stanowisko kierownika komisji rejestracyjnej wyznaczyły Uładzimira Zamiatalina, polityka znanego z prorosyjskich poglądów i bardzo negatywnego stosunku do białoruskiego języka i kultury. Zdaniem Andreja Lachowicza, była to jedna z metod zniechęcania partii i organizacji do udziału w wyborach. Dwa dni później Wiktar Hanczar poinformował o nadchodzących z różnych części kraju meldunkach o tym, że lokalne oddziały banków odmawiają przekazywania pieniędzy na konto CKW.
9 lutego miało miejsce posiedzenie Rady Bezpieczeństwa Białorusi, w czasie którego, zdaniem Andreja Lachowicza, władze lojalne wobec prezydenta podjęły decyzję o zerwaniu kampanii wyborczej i przygotowań do wyborów. Koordynatorem realizacji planu miał być sekretarz państwowy Rady Bezpieczeństwa Wiktar Szejman. Następnego dnia przewodniczący Państwowego Komitetu ds. Druku Michaił Padhajny ostrzegł, że media, które będą wzywać do udziału w wyborach, otrzymają ostrzeżenie, a po drugim ostrzeżeniu zostaną zamknięte. Podkreślił, że media na Białorusi powinny trzymać się postanowień konstytucji 1996 roku. Jednocześnie prokurator generalny po raz kolejny ostrzegł deputowanych Rady Najwyższej o możliwości wszczęcia sprawy karnej.

### Represje wobec organizatorów i uczestników wyborów
Wkrótce po posiedzeniu Rady Bezpieczeństwa Białorusi rozpoczęły się zatrzymania osób i rewizje w siedzibach organizacji pozarządowych zaangażowanych w organizację wyborów w terenie. 11 lutego w Homlu, po spotkaniu działaczy demokratycznych partii politycznych i organizacji społecznych, na którym omawiano kwestie organizacji wyborów, milicja dokonała szeregu zatrzymań pod zarzutem „nielegalnego zebrania”. Następnego dnia w tym samym mieście milicja i KGB przeprowadziła rewizję w siedzibie filii Białoruskiego Komitetu Helsińskiego, jako przyczynę podając informację o podłożeniu bomby w budynku. Bomba nie została znaleziona, za to skonfiskowano ponad 14 tysięcy ulotek informujących o wyborach prezydenckich. Niedługo potem odbyły się podobne przeszukania w siedzibach organizacji na Grodzieńszczyźnie: zjednoczenia społecznego „Ratusza”, grodzieńskiego związku zawodowego przedsiębiorców i redakcji gazety „Pahonia”. Skonfiskowano tam sprzęt komputerowy i ulotki o wyborach.
Rankiem 25 lutego Centralna Komisja Wyborcza została w pełnym składzie aresztowana przez milicję pod zarzutem zorganizowania „nielegalnego zebrania”. Wywołało to protesty społeczności międzynarodowej. Tego samego dnia Łukaszenka, przebywający w tym czasie w Moskwie, nazwał zatrzymanie „pomyłką” i wieczorem członkowie CKW zostali wypuszczeni na wolność. Zdaniem Andreja Lachowicza akcja miała na celu głównie zastraszenie, czego dowodem miało być użycie przez milicję nieproporcjonalnie wielkich sił jak na tego rodzaju operację. 1 marca, w dniu rejestracji przez CKW grup inicjatywnych kandydatów na prezydenta, jej przewodniczący Wiktar Hanczar został ponownie aresztowany i ciężko pobity przez milicję. W więzieniu podjął protest głodowy bez przyjmowania płynów. Siódmego dnia po aresztowaniu nieznani ludzie w maskach siłą wlali mu w usta 400 gramów roztworu glukozy. Ostatniego dnia aresztu Hanczar został umieszczony na 3 godziny w izolatce w podziemiach więzienia. Wyszedł na wolność 10 marca. Zbiórka podpisów poparcia dla kandydatów na prezydenta spotkała się z aktywnym przeciwdziałaniem organów bezpieczeństwa. Zbierający byli zatrzymywani przez milicję.
15 marca Ministerstwo Sprawiedliwości Białorusi udzieliło oficjalnych ostrzeżeń trzem organizacjom zaangażowanym w kampanię wyborczą: Białoruskiemu Frontowi Ludowemu, Zjednoczonej Partii Obywatelskiej i Białoruskiemu Komitetowi Helsińskiemu, twierdząc, że działalność ta jest bezprawna. Ostrzeżenia takie mogłyby stanowić podstawę prawną do odmowy ponownej rejestracji tych organizacji. Do 15 marca Państwowy Komitet ds. Druku udzielił podobnych ostrzeżeń za informacyjne wsparcie wyborów ponad 10 niezależnym białoruskim mediom. 16 marca, dzień po propozycji rozmów złożonej przez szefa misji OBWE, do mieszkania Hanczara wdarło się ok. 10 pracowników milicji i KGB, którzy dokonali przeszukania i skonfiskowali dokumenty związane z działalnością CKW. 23 marca Łukaszenka awansował do stopnia generała m.in. szefa Zarządu Spraw Wewnętrznych Homelskiego Obwodowego Komitetu Wykonawczego Witala Apanasiewicza. Zdaniem Lachowicza była to nagroda za to, że w obwodzie homelskim prześladowanie organizatorów wyborów miało najbardziej radykalne formy.
1 marca, pierwszego dnia kampanii wyborczej, aresztowany został kandydat na prezydenta Michaił Czyhir. Oskarżono go o przestępstwa gospodarcze dokonane w latach 1993−1994, gdy pełnił funkcję szefa komercyjnego Biełahramprambanku (art. 91 Kodeksu Karnego „kradzież szczególnie dużych rozmiarów” i art. 166 „nadużywanie pełnomocnictw służbowych”). Jego aresztowanie wywołało negatywną reakcję społeczności międzynarodowej.

### Polityka kadrowa
W okresie poprzedzającym wybory prezydent Alaksandr Łukaszenka dokonał szeregu zmian kadrowych w swojej administracji. 20 stycznia na stanowisko szefa służby bezpieczeństwa prezydenta mianował pułkownika milicji Uładzimira Nawumaua, który do tego czasu dowodził oddziałem do zadań specjalnych MSW „Ałmaz”. Następnie do służby bezpieczeństwa zaczęli trafiać kolejni dotychczasowi współpracownicy „Ałmaza”. 8 lutego na stanowisko ministra spraw wewnętrznych mianowany został generał Juryj Siwakou, były dowódca wojsk wewnętrznych, autor niezrealizowanego projektu utworzenia Gwardii Narodowej, bliski znajomy Wiktara Szejmana, jednego z najbliższych współpracowników Łukaszenki. Ponadto prezydent dokonał szeregu innych, drobniejszych zmian kadrowych, m.in. mianując 20 stycznia na stanowisko zastępcy przewodniczącego KGB Uładzimira Maciuszkę, byłego przewodniczącego grodzieńskiego oddziału KGB.
Zdaniem Andreja Lachowicza, zmiany te były częścią przygotowań do ewentualnych wydarzeń, mogących nastąpić w lipcu 1999 roku po wygaśnięciu zgodnie z konstytucją 1994 roku kadencji prezydenta. Lachowicz twierdzi, że prezydentowi była potrzebna odpowiednia drużyna, zdolna do wykonania dowolnej, najbrudniejszej, i w razie konieczności, krwawej pracy. Łukaszence były potrzebne takie kadry, które pójdą z nim do końca.

## Reakcje społeczności międzynarodowej

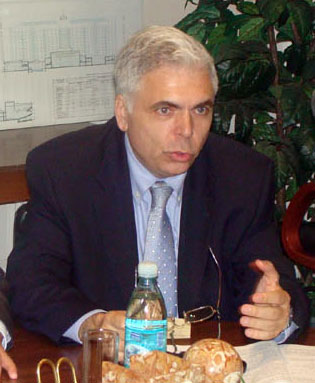
Adrian Severin – szef grupy konsultacyjno-obserwacyjnej OBWE skierowanej na Białoruś w związku z wyborami prezydenckimi 1999 roku

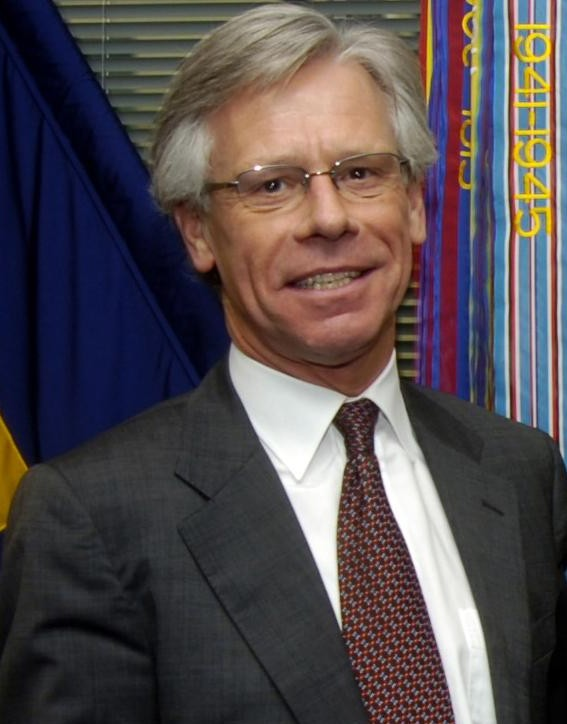
Knut Vollebæk – przewodniczący OBWE

Inicjatywa przeprowadzenia wyborów prezydenckich w 1999 roku wzbudziła duże zainteresowanie społeczności międzynarodowej. 17 stycznia, dzień po pierwszym posiedzeniu CKW, do Mińska powrócili ambasadorowie państw Zachodu, którzy opuścili go pół roku wcześniej w związku z naruszeniem przez białoruskie władze warunków konwencji wiedeńskiej o stosunkach dyplomatycznych. Dzień później do Mińska przybyła specjalna grupa konsultacyjno-obserwacyjna OBWE pod kierownictwem Adriana Severina, która spotkała się z przedstawicielami obydwu skonfliktowanych ośrodków władzy na Białorusi: z zastępcą ministra spraw zagranicznych Białorusi Siarhiejem Martynauem jako przedstawicielem administracji lojalnej wobec prezydenta Łukaszenki oraz z kierownictwem Rady Najwyższej Republiki Białorusi XIII kadencji. 19 stycznia grupa spotkała się z przewodniczącym Rady Najwyższej Siamionem Szareckim, byłym premierem Michaiłem Chyhirem i przewodniczącym lojalnej wobec Rady CKW Wiktarem Hanczarem. Spotkania te zostały zinterpretowane przez polityków Rady Najwyższej jako potwierdzenie uznania przez państwa Zachodu konstytucji z 1994 roku jako obowiązującej, Rady – jako jedynej legalnej władzy ustawodawczej na Białorusi oraz jako poparcie dla inicjatywy organizacji wyborów prezydenckich.
Zatrzymanie 25 lutego całego składu CKW przez służby lojalne wobec prezydenta wywołało protesty ze strony społeczności międzynarodowej. Przedstawiciel Departamentu Stanu USA wyraził wielkie zaniepokojenie Stanów Zjednoczonych tym zdarzeniem oraz wydał oświadczenie, z którego wynikało, że znaczna część wspólnoty międzynarodowej nie uznaje reformy konstytucyjnej z 1996 roku oraz utworzonych w jej wyniku organów, za prawowitą władzę ustawodawczą na Białorusi uznaje Radę Najwyższą, a lipiec 1999 roku – za koniec pełnienia przez Łukaszenkę funkcji prezydenta:

konstytucyjny rozdźwięk to bezpośredni skutek bezprawnego referendum 1996 roku (…) białoruski Sąd Konstytucyjny uznał referendum 1996 roku za niekonstytucyjne, a Stany Zjednoczone, Unia Europejska, Trójka OBWE i Zgromadzenie Parlamentarne Rady Europy, a także większa część wspólnoty międzynarodowej nie uznały jego wyników. Nie bacząc na to, prezydent Łukaszenka wykorzystał referendum do poszerzenia swoich pełnomocnictw i przedłużenia o dwa lata swojego zasiadania na stanowisku.

Na początku marca, w czasie gdy Wiktar Hanczar ponownie znajdował się w więzieniu, ambasada Stanów Zjednoczonych opublikowała raport o stanie praw człowieka na Białorusi w 1998 roku, w którym potwierdziła, że nie uznaje legalności referendum z 1996 roku. W obronie Hanczara wystąpiły Departament Stanu USA, przewodniczący OBWE minister spraw zagranicznych Norwegii Knut Vollebæk, a Amnesty International uznała go za więźnia sumienia. 11 marca Parlament Europejski jednogłośnie przyjął ostrą rezolucję na temat sytuacji na Białorusi, w którym zażądał przeprowadzenia wolnych, sprawiedliwych i zgodnych ze standardami OBWE wyborów, zanim w lipcu 1999 roku zakończy się kadencja prezydenta Łukaszenki. Wezwał jednocześnie instytucje lojalne wobec prezydenta, by zaprzestały prześladowania i zastraszania ludzi, którzy zajmują się przygotowaniem zgodnej z prawem kampanii wyborczej. 15 marca szef misji OBWE w Mińsku Hans-Georg Wieck zaproponował przezwyciężenie kryzysu konstytucyjnego poprzez rozmowy skonfliktowanych ośrodków władzy na Białorusi w formule „cztery plus jeden”. Zgodnie z propozycją z jednej strony w negocjacjach miał uczestniczyć prezydent Alaksandr Łukaszenka, z drugiej − przewodniczący Rady Najwyższej XIII kadencji Siamion Szarecki, przewodniczący CKW Wiktar Hanczar, a także kandydaci na prezydenta − Michaił Czyhir i Zianon Pazniak. Ministerstwo Spraw Zagranicznych Białorusi potwierdziło niejednokrotnie wyrażaną gotowość rządu Białorusi do dialogu z opozycją i zainteresowanymi organizacjami międzynarodowymi. Do rozmów jednak nie doszło, formalnie z powodu rozbieżności w interpretacji podstaw prawnych. Misja OBWE stała na stanowisku, że referendum z 1996 roku miało wyłącznie konsultacyjny charakter, a co za tym idzie, reforma konstytucyjna była bezprawna, Rada Najwyższa jest prawomocną władzą ustawodawczą, a kadencja Łukaszenki kończy się w lipcu 1999 roku. Z drugiej strony rząd Białorusi lojalny wobec prezydenta wyrażał gotowość rozmów wyłącznie na podstawie „jednoznacznych” wyników referendum.
Aresztowanie 1 marca kandydata na prezydenta Michaiła Czyhira wywołało kolejną negatywną reakcję społeczności międzynarodowej. Pierwsza sekretarz ambasady Stanów Zjednoczonych na Białorusi Diana McSay wystąpiła z oświadczeniem, w którym powtórzyła, że „demokratyczny mandat” Łukaszenki wygasa 20 lipca 1999 roku i wezwała go do rozwiązania problemu drogą dialogu z Radą Najwyższą i opozycją. 20 kwietnia zastępca sekretarza stanu Stanów Zjednoczonych Strobe Talbott spotkał się z międzynarodowym koordynatorem białoruskiej inicjatywy obywatelskiej „Karta'97” Andrejem Sannikauem. W dniach 27−28 kwietnia Mińsk odwiedzili szefowie departamentów MSZ Niemiec Klaus Neubert, Austrii Josef Mitschauer i Finlandii Rene Nyberg. Pierwszego dnia wizyty spotkali się z ministrem spraw zagranicznych Uralem Latıypovem i kierownikiem Administracji Prezydenta Michaiłem Miasnikowiczem, drugiego − z przewodniczącym Rady Najwyższej Siamionem Szareckim i przedstawicielami opozycji: pełniącym obowiązki przewodniczącego BFL Lawonem Barszczeuskim i przewodniczącym ZPO Stanisłauem Bahdankiewiczem. Dyplomaci dali do zrozumienia przedstawicielom władz lojalnych wobec prezydenta, że ratyfikacja umowy między Unią Europejską i Białorusią o partnerstwie i współpracy, a także tymczasowe porozumienie handlowe będą możliwe tylko w przypadku zaprzestania represji wobec organizatorów wyborów prezydenckich i utrudniania ponownej rejestracji partii i organizacji politycznych. Nalegali także na uwolnienie „więźniów politycznych”, wśród których wymienili Michaiła Chyhira oraz podjęcie rozmów z Radą Najwyższą i opozycją bez żadnych warunków wstępnych. Łukaszenka w tym czasie znajdował się w Moskwie.

### Kontekst Jugosławii

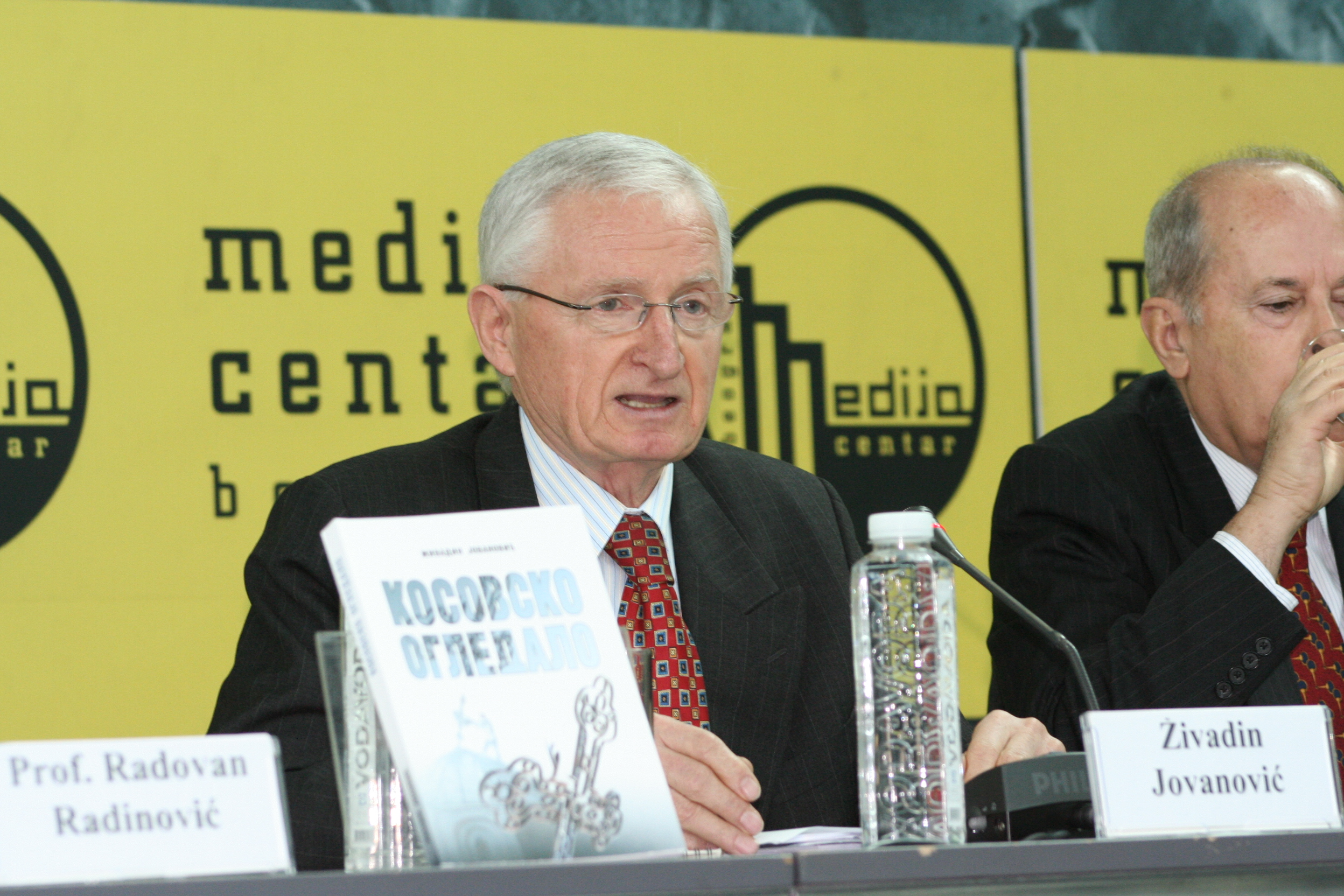
Živadin Jovanović − minister spraw zagranicznych Jugosławii odwiedzający Białoruś w 1999 roku

Zaangażowanie społeczności międzynarodowej w sprawę organizacji wyborów prezydenckich na Białorusi w 1999 roku spowodowało negatywną reakcję ze strony prezydenta Łukaszenki i pogorszenie jego stosunków z państwami Zachodu. Wybory zbiegły się w czasie z międzynarodowym kryzysem politycznym wokół wojny w Kosowie oraz narastającym konfliktem dyplomatycznym między Zachodem i rządzoną przez Slobodana Miloševicia Jugosławią. Zdaniem Andreja Lachowicza władze Białorusi lojalne wobec prezydenta usiłowały wykorzystać sytuację międzynarodową w celu wywarcia wpływu na państwa Zachodu w kwestii białoruskich wyborów. 20 stycznia, dzień po spotkaniu grupy konsultacyjno-obserwacyjnej OBWE w przedstawicielami Rady Najwyższej i CKW, Jugosławia otrzymała status obserwatora przy Zgromadzeniu Parlamentarnym Związku Białorusi i Rosji. 25 marca, w dniu aresztowania przez milicję Centralnej Komisji Wyborczej i wyrażenia w związku z tym protestu przez Stany Zjednoczone, przewodniczący Komisji Izby Reprezentantów Białorusi ds. Międzynarodowych Alaksandr Kozyr ogłosił zamiar strony białoruskiej dostarczać broń do „bratniej” Jugosławii. 3 marca, dwa dni po ponownym aresztowaniu przewodniczącego CKW, miała miejsce oficjalna wizyta na Białorusi ministra spraw zagranicznych Jugosławii Živadina Jovanovicia. Został on przyjęty na najwyższych szczeblu przez prezydenta, państwowego sekretarza Rady Bezpieczeństwa Wiktara Szejmana i ministra spraw zagranicznych Urala Latıypova, spotkał się także z ministrem obrony gen. Alaksandram Czumakouem. W trakcie wizyty przygotowano projekt umowy o udzieleniu pomocy wojskowej dla Jugosławii. Strona białoruska zobowiązywała się użyczyć mocy produkcyjnych i specjalistów Borysowskich Zakładów Remontu Czołgów w celu modernizacji jugosłowiańskiej techniki pancernej, a także przygotować jugosłowiańskich wojskowych w dziedzinie obrony przeciwlotniczej w bazie Akademii Wojskowej Białorusi.
W połowie marca fiaskiem zakończyły się rozmowy w Rambouillet pomiędzy delegacją Jugosławii i przedstawicielami wspólnoty międzynarodowej, co oznaczało rychłą interwencję zbrojną NATO w tym kraju. Zdaniem Lachowicza było to wydarzenie bardzo korzystne dla Łukaszenki, ponieważ poszerzało jego pole manewru w polityce zagranicznej i wewnętrznej. Białorusini, znajdujący się pod silnym wpływem rosyjskich mediów, sympatyzowali z Jugosławią. Prezydent mógł zatem przedstawić państwa Zachodu jako agresorów dążących do światowej dominacji i tym wyjaśnić ich niechęć do jego polityki. Z kolei Rada Najwyższa i siły demokratyczne wewnątrz Białorusi mogły zostać przedstawione w mediach jako zdrajcy, „piąta kolumna” pracująca na rzecz zagranicznych wrogów. Nowy konflikt zbrojny odwracał także uwagę białoruskiego społeczeństwa od prezydenckiej kampanii wyborczej. Wreszcie, Łukaszenka mógł liczyć na to, że zaostrzające się stosunki Rosji z Zachodem sprawią, że ta będzie go bezwarunkowo bronić na arenie międzynarodowej jako swego sojusznika.

## Skutki

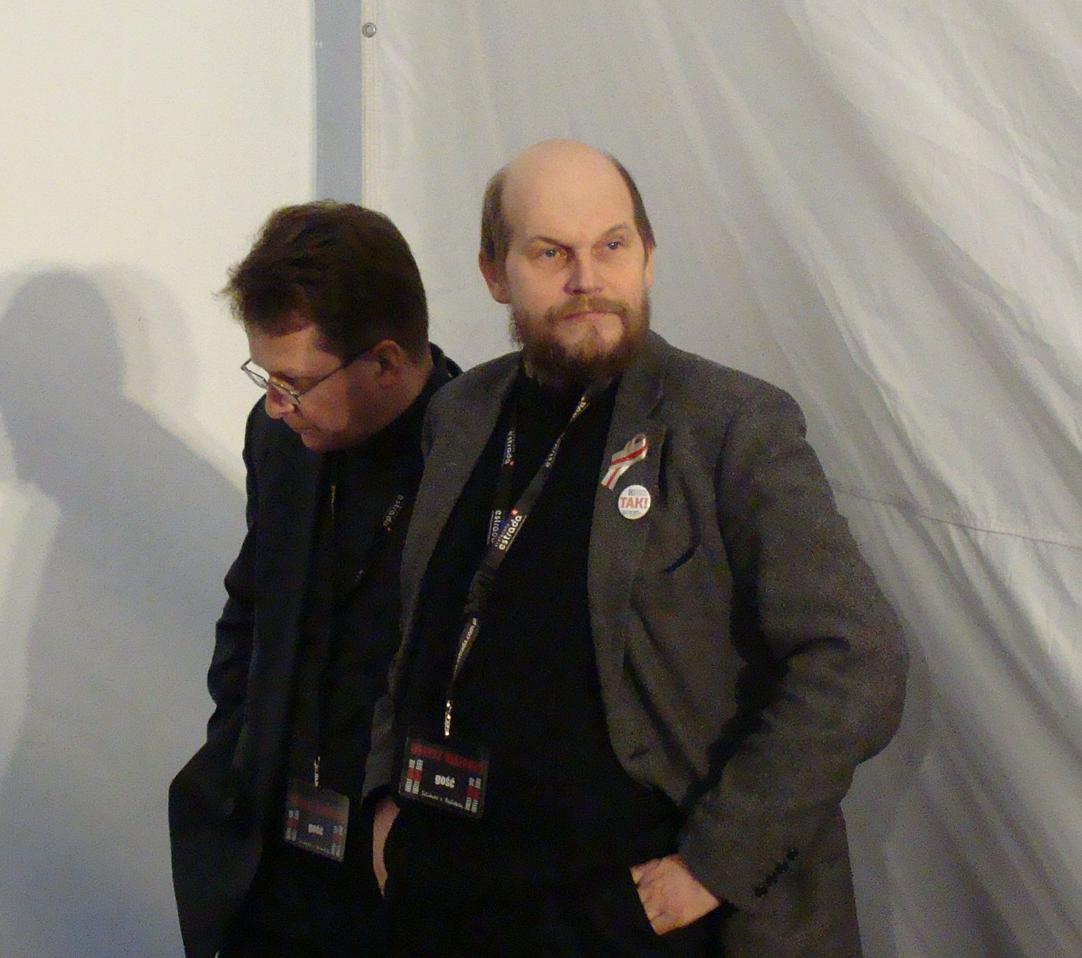
Wincuk Wiaczorka i Lawon Barszczeuski

Wybory prezydenckie w 1999 roku nie doprowadziły do wyłonienia nowego prezydenta Białorusi. Była to zarazem ostatnia duża procedura przeprowadzona zgodnie z konstytucją Białorusi z 1994 roku przez organy stanowiące według niej legalną władzę w kraju. Za działalność związaną z organizacją wyborów do odpowiedzialności karnej i administracyjnej władze lojalne wobec prezydenta pociągnęły około 2000 ludzi.
W wyniku wyborów nastąpił głęboki kryzys w łonie Rady Najwyższej i sił demokratycznych, który doprowadził do rozpadu ich struktur i osłabienia pozycji w białoruskiej polityce. 17 maja przywódca BFL Zianon Pazniak ostro skrytykował działalność Centralnej Komisji Wyborczej i jej przewodniczącego Wiktara Hanczara. Inni liderzy BFL − Wincuk Wiaczorka, Lawon Barszczeuski, Juryj Chadyka − nie podzielali zdania Pazniaka. W Białoruskim Froncie Ludowym nastąpił kryzys, który jesienią tego samego roku doprowadził do jego rozłamu na dwa ugrupowania: Konerwatywno-Chrześcijańska Partię BNF pod kierownictwem Pazniaka i Partię BNF pod kierownictwem Wincuka Wiaczorki. Przewodniczący Rady Najwyższej Siamion Szarecki udał się na emigrację na Litwę, co przyczyniło się do dezorganizacji działalności Rady. Pełniącym obowiązki jej przewodniczącego na Białorusi został Wiktar Hanczar. Jego porwanie 16 września 1999 roku faktycznie położyło kres istnieniu Rady Najwyższej.

## Oceny
Zdaniem politologa Andreja Lachowicza, wybory prezydenckie w 1999 roku stały się w rzeczywistości akcją polityczną, za pomocą której siły demokratyczne na Białorusi próbowały raz jeszcze przekazać społeczeństwu swoje hasła o potrzebie reform demokratycznych na podstawie konstytucji z 1994 roku. Zdaniem Eugeniusza Mironowicza kampania wyborcza zamieniła się w farsę polityczną. Wybory nie miały szans na doprowadzenie do zmiany władzy, ponieważ prezydent Alaksandr Łukaszenka i instytucje wobec niego lojalne posiadały zdecydowanie większe zasoby i możliwości, niż siły polityczne wierne Radzie Najwyższej i konstytucji z 1994 roku. Jednakże zwraca uwagę na istnienie czynników sprzyjających Radzie: konsolidacja opozycji wokół idei przeprowadzenia wyborów, kryzys gospodarczy w Rosji w sierpniu 1998 roku, który negatywnie wpłynął na stan białoruskiej gospodarki, oraz sygnały o porozumieniu związków zawodowych z opozycją, które w przypadku silnego pogorszenia sytuacji ekonomicznej mogły wyprowadzić na ulicę nie tylko działaczy opozycyjnych, ale także robotników.